# Klaus Thomforde
Klaus Thomforde (* 1. Dezember 1962 in Bremervörde-Minstedt) ist ein deutscher Fußballtrainer und ehemaliger Fußballtorhüter. Thomforde wurde als Torhüter des FC St. Pauli von 1983 bis 1999 unter dem Spitznamen „Das Tier im Tor“ bekannt.

## Spielerkarriere
Zur Saison 1983/84 kam der Finanzbeamte Thomforde ohne Ablöse vom Bremervörder SC zum damals in der Oberliga Nord spielenden FC St. Pauli, bei dem er als Torhüter und Trainer für fast 20 Jahre beschäftigt blieb. Anfangs noch „zweiter Mann“ hinter Uwe Bonik, war er ab 1985 unumstrittener Stammkeeper in Ober- und 2. Bundesliga, ehe ihn im November 1987 Volker Ippig ablöste. Von Anfang 1990 bis zum Ende der Spielzeit 1992/93 und erneut von 1994 bis Ende 1998 übernahm Thomforde wieder diese Rolle. In dem Zeitabschnitt dazwischen spielte an seiner statt Andreas Reinke.
Insgesamt kam er bis Anfang 1999 zu 317 Einsätzen in 1. und 2. Bundesliga, davon genau 100 Erstligaeinsätze, für den FC St. Pauli. Thomforde beendete seine Laufbahn als aktiver Spieler wegen eines am 11. Februar 1999 bei einem Trainingsspiel erlittenen Kreuzbandrisses im linken Knie. Der Verein ehrte den Torwart 2001 mit einem Abschiedsspiel.

## Trainertätigkeit
Im Anschluss wechselte er in St. Paulis Trainerstab, ab 2001/02 als Trainerassistent. 2003 ging er auf eigenen Wunsch. In der folgenden Saison war er beim damaligen Zweitligisten 1. FC Union Berlin als Cotrainer beschäftigt. Nach dem Abstieg von Union wechselte Klaus Thomforde zum Regionalligisten Holstein Kiel, wo er seit Beginn der Saison 2004/05 als Torwarttrainer arbeitete; nach dem Weggang von Frank Neubarth war er dort im Oktober 2006 kurzzeitig auch Cheftrainer, bis Stefan Böger das Amt übernahm. Von 2005 an arbeitete Thomforde für die litauische Nationalmannschaft als Torwarttrainer. Er erwarb im Dezember 2007 an der Sporthochschule in Köln die Fußballlehrerlizenz. Ab Januar 2008 arbeitete er wieder als Torwarttrainer bei Holstein Kiel.
Am 15. Januar 2010 wurde er von Holstein Kiel entlassen. Als Grund führte der Verein ein mangelndes Vertrauensverhältnis zwischen Thomforde und der Mannschaft an.
In der Rückrunde 2011/12 trainierte Thomforde, gemeinsam mit seinem ehemaligen St.-Pauli-Mannschaftskollegen Juri Sawitschew, den Hamburger Oberligisten Germania Schnelsen.
Für seinen alten Verein FC St. Pauli arbeitete Klaus Thomforde als Torwarttrainer im Bereich der U16 bis U19.
Seit dem 9. Oktober 2013 ist er als Torwarttrainer der deutschen U 21-Auswahl aktiv. Außerdem trainiert er die 1. A-Jugend-Mannschaft des TSV Sasel.

## Erwähnenswertes
Bundesweit bekannt wurde der auf dem Spielfeld außerordentlich engagierte Thomforde – daher rührt auch sein Beiname „Das Tier im Tor“ –, als er unmittelbar nach Abpfiff eines seiner ersten Bundesligaspiele in das Mikrofon des Fernsehreporters sagte: „Es ist einfach unheimlich geil, in der Bundesliga Bälle zu halten. Da geht mir voll einer ab!“ Mit auffälligen Gesten wie dem Ballen der Fäuste oder Sägebewegungen mit den Armen sowie durch Jubelgeschrei nach gelungenen Aktionen versuchte Thomforde eigener Aussage nach bewusst, während der Spiele seine Körperspannung und Konzentration zu erhöhen sowie sich selbst zu motivieren. Er stehe dann „total unter Strom“, habe sich dabei aber unter Kontrolle, beschrieb Thomforde im Oktober 1995 seinen Ansatz.
Seit 2008 spielt Thomforde regelmäßig für die FC St. Pauli Hamburg Allstars im Rahmen des seit 2008 jährlich im Stadion Hoheluft in Hamburg stattfindenden Benefiz-Spiels Kicken mit Herz gegen die Ärztemannschaft des Universitätsklinikums Hamburg-Eppendorf (UKE), die Placebo Kickers Hamburg, deren Ehrenmitglied er ebenfalls ist. Mit dieser Veranstaltung wird die Kinder-Herz-Station des UKE unterstützt.